# 6. Armee (Deutsches Heer)
6. Armee / Armeeoberkommando 6 (A.O.K. 6) fu una grande unità dell'esercito imperiale tedesco impegnata durante la prima guerra mondiale sul fronte occidentale, dove fu subito impiegata durante l'offensiva iniziale durante la Battaglia delle Frontiere. Successivamente prese parte ai combattimenti a nord del fronte nei tentativi dei due eserciti di aggirarsi per uscire dallo stallo del fronte, quindi la 6. Armee stazionò per tutto il corso della guerra nel nord della Francia.

## Storia
La 6. Armee nacque nell'agosto del 1914 nel contesto di mobilitazione generale avvenuto in Germania nell'estate antecedente il conflitto. L'armata venne attivata inizialmente con sede di comando a Monaco di Baviera e costituita soprattutto con le agguerrite unità dell'Esercito bavarese. La 6. Armee comprendeva le seguenti unità:
| - kgl. bayer. Fußartillerie-Brigade - Pionier-General 5 - 5. kgl. bayer. gem. Landwehrbrigade - XXI. Armee-Korps | - I. Kgl. Bay. Armee-Korps - II. Kgl. Bay. Armee-Korps - III. Kgl. Bay. Armee-Korps - I. Kgl. Bay. Reserve-Korps |

Inizialmente la 6. Armee venne schierata in Lorena. Il piano d'attacco francese d'anteguerra, Piano XVII, in contrapposizione al Piano Schlieffen prevedeva di sferrare una grande offensiva proprio in quella regione per riconquistare i territori ceduti alla Germania dopo la sconfitta nella guerra del 1870. L'offensiva principale fu lanciata il 14 agosto da due armate francesi che inizialmente avanzarono verso Sarrebourg e Morhange respingendo le avanguardie della 6. Armee. Il principe Rupprecht, seguendo le indicazioni strategiche stabilite dal Piano Schlieffen, inizialmente fece ripiegare le truppe della 6. Armee che si ritirarono lentamente rallentando con azioni di retroguardia il nemico. Dopo la ritirata iniziale il principe Rupprecht, impaziente di prendere l'iniziativa, decise di passare alla controffensiva senza attendere ulteriormente e il 20 agosto contrattaccò con la sua armata. Le battaglie di Morhange e Sarrebourg terminarono con una netta vittoria della 6. Armee, i francesi furono sorpresi dal contrattacco e, bersagliati dall'artiglieria tedesca, dovettero ripiegare in rotta abbandonando tutto il terreno conquistato. I bavaresi avanzarono su tutta la linea ed effettuarono vaste distruzioni e rappresaglie sulla popolazione. Dopo questa brillante vittoria tuttavia la 6. Armee venne a sua volta bloccata dalle truppe francesi che riuscirono a difendere Nancy e Épinal e che impegnarono fino a settembre 1914 i tedeschi in aspri e logoranti combattimenti di posizione.
Dopo la sconfitta dei tedeschi durante la prima battaglia della Marna, i due eserciti iniziarono quella lunga battaglia in cui cercarono in ogni modo di sfondare le linee a nord per iniziare un aggiramento conosciuta come la Corsa al mare. L'Alto Comando inviò quindi le truppe della 6. Armee verso nord a dar manforte alle manovre tedesche, ma la guerra nonostante i tentativi iniziali si impantanò nella guerra di trincea e la 6.Armee rimase sul fronte nord occidentale per il resto della guerra.
La sede della 6. Armee nel novembre 1914 era a Lilla, dal 29 febbraio 1916 fu spostata a Douai, quindi il 15 marzo 1917 si trasferì a Tournai fino al 15 aprile 1918 quando ritornò a Lille.

## Comandanti
Comando Supremo:
- Generaloberst Kronprinz Rupprecht von Bayern (dal 2 agosto 1914)
- Generaloberst Ludwig von Falkenhausen (dal 28 agosto 1916)
- General der Infanterie Otto von Below (23 aprile 1917)
- General der Infanterie Ferdinand von Quast (9 settembre 1917)

Capo di Stato Maggiore:.
- Generalmajor Konrad Krafft von Dellmensingen (dal 2 agosto 1914)
- Oberst Freiherr von der Wenge gen. Lambsdorff (dal 19 marzo 1915)
- Generalleutnant Hermann von Kuhl (dal 24 novembre 1915)
- Oberst Friedrich von der Schulenberg (dal 28 agosto 1916)
- Generalmajor Karl von Nagel zu Aichberg (dal 25 novembre 1916)
- Oberst Fritz von Loßberg (11 aprile 1917)
- Major Stapff (11 giugno 1917)
- Oberstleutnant Ritter von Lenz (27 agosto 1917)
- Oberstleutnant Herrgott (8 agosto 1918)